# Tortuguitas
Pour les articles homonymes, voir Tortuguitas.
Tortuguitas est une localité dans la province de Buenos Aires, en Argentine. Elle est située dans le partido de Malvinas Argentinas.

## Géographie
Thames se situe à 40 km à l'ouest de Buenos Aires. 